# Падурени (Филипени)
Падурени (рум. Pădureni) насеље је у Румунији у округу Бакау у општини Филипени. Oпштина се налази на надморској висини од 192 m.

## Становништво
Према подацима из 2011. године у насељу је живело 54 становника.